# درو پیرسون
درو پیرسون (انگلیسی: Drew Pearson؛ ‏ ۱۳ دسامبر ۱۸۹۷ – ۱ سپتامبر ۱۹۶۹) روزنامه‌نگار، ستون‌نویس، نویسنده و سیاستمدار اهل ایالات متحده آمریکا بود. او از منتقدان محافظه‌کاران از جمله جوزف مک‌کارتی و رونالد ریگان بود.
وی دانش‌آموختهٔ آکادمی فیلیپس اکستر و کالج سوارثمور و مدتی استاد رشتهٔ «جغرافیای صنعتی» در دانشگاه کلمبیا بود.
از فیلم‌هایی که وی در آن‌ها نقش داشته‌است، می‌توان به چرخه روابط پیچیده واشینگتن اشاره نمود.